# 裴英起
裴英起（？—556年7月9日），河东郡闻喜县（今山西省运城市闻喜县）人，出自河东裴氏定著五房之一的南来吴裴，北魏、东魏、北齐官员。

## 生平
裴英起的祖先在东晋末年渡过淮河，侨居在淮南的寿阳县。裴英起聪明幽默诙谐，喜欢畅谈，不拘泥于礼仪，在父亲裴约死后承袭为雍丘县开国子，之后官至定州长史。东西魏分裂时，裴英起官至散骑常侍、镇东将军、金紫光禄大夫。武定末年，裴英起官至洛州刺史，高澄引荐裴英起为行台左丞。天保年间，裴英起官至都官尚书，兼任侍中。天保六年（555年），梁元帝萧绎被西魏攻灭，齐文宣帝高洋册立萧渊明为南梁皇帝，派侍中裴英起护卫萧渊明返回建邺。
萧渊明被陈霸先废除皇位后，齐文宣帝谴责陈霸先。命令仪同萧轨与李希光、东方老、裴英起、王敬宝等人，率领厍狄伏连、尧难宗、东广州刺史独孤辟恶、洛州刺史李希光，与任约、徐嗣徽等人，统帅十万军队前往讨伐。天保七年三月戊戌（556年4月18日），齐军从栅口出兵渡过长江，向梁山进发，讨伐南梁。南梁帐内荡主黄丛迎击，将齐军击败，烧掉齐军前锋战船，齐军退守驻扎在芜湖。北齐的五位主将名位相同，裴英起以侍中的身份出任军司，萧轨与李希光都出任都督，军中行对等的礼，互不统御，各自争着说自己的谋略计划，一有行动必定产生矛盾。齐军驻扎在丹阳城下，碰上连绵阴雨五十多天，等到与南梁军队交战，齐军的兵器都不能使用。天保七年五月丙申（556年6月15日），齐军攻至秣陵故城。五月辛丑（556年6月20日），齐军于秣陵故城横跨淮河修筑桥梁，引渡兵马。五月癸卯（556年6月22日），齐军从方山行进到儿塘，巡逻突击的骑兵到了台省。六月甲辰（556年6月23日），齐军暗中进军到钟山的龙尾，六月丁未（556年6月26日），又进军到莫府山。陈霸先派遣钱明率领水军从江乘出发，在途中袭击北齐的粮食运输，缴获了全部的粮食。齐军闹起饥荒，杀死马驴来吃。六月壬子（556年7月1日），齐军前进到玄武湖西北莫府山南，将要占据北郊坛。梁军从覆舟向东转移，驻扎在郊坛北面，与齐军对峙。当夜，大雨雷电，暴风拔起树木，平地涨起一丈多高的水。齐军日夜坐立在泥水中，悬着锅做饭，脚趾都溃烂了。台省和潮沟以北，大水退去道路干燥，梁军感觉略微舒服一些。六月甲寅（556年7月3日），天逐渐转晴，当时梁军的粮食已经吃光，调集市人的粮食供应军队，都是麦屑为饭，用荷叶包裹分给士兵，间杂有麦饼，士兵都感到困乏。恰逢陈霸先的侄子陈蒨派人送来米三千石，鸭一千头，陈霸先当即命令烧饭煮鸭，发誓决一死战。梁军士兵只带防身的兵器，计算粮食和肉，让每个士兵带上用荷叶裹饭，夹杂鸭肉，陈霸先命令各路军队饱餐一顿。六月乙卯（556年7月4日），陈霸先率领梁军在钟山以西进攻齐军，齐军大败，北兖州刺史杜方庆、徐嗣徽和弟弟徐嗣宗都被斩首，徐嗣彦、萧轨、东方老、王敬宝、李希光、裴英起、王僧智、刘归义等四十六名将帅都被俘虏，北齐将士能逃到长江边的扎竹筏渡江，到长江中流而沉溺，尸体漂流到京口满岸都是，北齐将士返回的只有十分之二到十分之三。之前童谣说：“虏万夫，入五湖，城南酒家使虏奴。”东晋、刘宋以后，滞留在北魏境内长江、淮河以北的人，南方人把他们都称为虏。梁军此战中士兵用得到的俘虏去换酒，一名俘虏只能换一醉而已。六月庚申（556年7月9日），裴英起等人都被处死。北齐朝廷赠予裴英起开府、尚书左仆射。

## 家庭

### 祖父
- 裴彥先，北魏勃海相、雍丘恭惠子

### 父亲
- 裴约，北魏代理勃海郡太守、雍丘县子

### 兄弟姐妹
- 裴威起，东魏齐王开府中兵参军
- 裴媚，嫁西魏黄河魏兴华阳三郡太守、大都督、万年县子柳桧

### 夫人
- 天水赵氏，北魏使持节、征虏将军、岐华二州刺史、寻阳成伯赵超宗第三女[1]